# Albert Schwarzbursko-Rudolstadtský
Albert Schwarzbursko-Rudolstadtský (30. dubna 1798, Rudolstadt – 26. listopadu 1869, tamtéž) byl kníže ze Schwarzburgu-Rudolstadtu.

## Život
Narodil se 30. dubna 1798 v Rudolstadtu jako syn knížete Ludvík Fridricha II. Schwarzbursko-Rudolstadtského a Karoliny Hesensko-Homburské.
Dne 28. dubna 1807 mu zemřel otec. Knížectví zdědil jeho bratr Fridrich Günther a Albert se stal jeho nástupcem. Po smrti svého bratra 28. června 1867 vystřídal svého bratra jako vládnoucí kníže místo svého synovce prince Sizza Leutenberského, který se narodil z morganatického manželství. Jeho krátká dvouletá vláda skončila po jeho smrti v Rudolstadtu. Jeho nástupcem se stal jeho syn, dědičný princ Jiří.
V šestnácti letech se jako pruský poručík zúčastnil tažení svého strýce lankraběte Ludvíka Viléma Hesensko-Homburského proti Napoleonu Bonaparte.
Dne 26. července 1827 se oženil s princeznou Augustou Luisou Solmsko-Braunfelskou (1804–1865), s dcerou vévodkyně Frederiky Meklenbursko-Střelické a prince Fridricha Viléma Solmsko-Braunfelského. Měli spolu čtyři děti:
- princ Karel Günther (1828–1828)
- princezna Alžběta (1833–1896)
- princ Jiří Albert (1838–1890)
- princ Arnošt Heinrich (1848–1848)

Zemřel 26. listopadu 1869.